# Bolbogonium wiebesi
Bolbogonium wiebesi är en skalbaggsart som beskrevs av Jan Krikken 1977. Bolbogonium wiebesi ingår i släktet Bolbogonium och familjen Bolboceratidae. Inga underarter finns listade.